# FIFA 10
FIFA 10 é um jogo eletrônico de Video game da série FIFA. Desenvolvida pela EA Canada, é distribuída mundialmente pela Electronic Arts sob o selo EA Sports. Foi lançado para os consoles PlayStation 2 e PlayStation 3 da Sony, Microsoft Windows e Xbox 360 e Nintendo Wii. O jogo foi lançado dia 1º de outubro na Austrália, dia 2 na Europa, e dia 20 na América do Norte. Versões do jogo também serão liberadas para o iPhone, iPod Touch, Nintendo DS, Nokia N-Gage, PlayStation Portable, e também para celulares.
O FIFA 10 é a primeira versão do jogo a patrocinar um clube de futebol. Isso foi confirmado no Twitter do produtor David Rutter. O logotipo do FIFA 10 aparecerá na camisa de visitante do Swindon Town, que atua na terceira divisão inglesa.

## Narração e Comentários
- Português Brasileiro: Nivaldo Prieto (Fox Sports) e Paulo Vinicius Coelho (Fox Sports)
- "'Português Portugal:"' Helder Conduto  e David Carvalho

## Modo Dirigente
O Modo Dirigente para o FIFA 10 foi renovado, e de acordo com a EA Sports, foram 50 mudanças importantes.O jogo agrada a todos os tipos de jogadores, mas sua jogabilidade aumenta cada vez mais, e como as versões anteriores esse game é um dos melhores jogos na área de futebol, entre essas melhorias estão:
- A janela de transferências será mais autêntica, como o dinheiro não sendo fator monopólio na aquisição de um jogador. A aceitação da proposta será baseada em fatores como o número de jogadores do seu time na mesma posição, e a promessa de competições de alto nível fora do campeonato nacional, tais como a UEFA Champions League e a Liga Europa. Além disso, a obtenção de um jogador será mais realisticamente prolongado: o usuário terá que lidar com a concorrência de outros clubes. As propostas podem ser apresentadas para vários jogadores, e se os clubes aceitarem, o usuário tem a escolha de qual dos jogadores assinar.
- Questões financeiras serão baseadas em menos no patrocinador e mais no Conselho de Administração, que fornecerá dois orçamentos globais: O orçamento de salários, um montante anual para pagar os jogadores; e o orçamento do clube, para a compra e venda de jogadores, e outras melhorias no clube. Também haverá uma "Dificuldade da Diretoria", no qual os usuários podem definir o quão generosos financeiramente os clubes são.
- O "Sistema de Experiência e Desenvolvimento do Jogador" também teve mudanças. A experiência manual dos FIFAs 08 e 09 foram abolidos; agora o crescimento do jogador será definido pelo seu desempenho em campo, pelas exigências colocadas para ele, e pelos resultados com base na sua posição particular. Haverá três categorias para o ganho de experiência: mental, físico e habilidade. Jogadores mais jovens com maior potencial ganharão experiência muito mais rápido, e cada jogador terá um ponto de crescimento individual, que por sua vez, promete padrões de crescimento mais autênticos.
- Os resultados das partidas simuladas do não-usuário serão severamente baseados na força da equipe, e não aparecem como "aleatório", como o caso das edições passadas. Isto irá resultar em desempenhos mais realistas e eliminar os casos onde os clubes mais fortes lutavam contra o rebaixamento e clubes com jogadores mais fracos ganhavam os campeonatos.
- O recurso "Live Season" foi incluído no Modo Dirigente. As formas dos jogadores subirão e descerão com base no desempenho (no próprio Modo Dirigente ao invés dos eventos reais), e os jogadores irão receber uma classificação temporariamente maior ou menor, juntamente com estatísticas temporariamente superior ou inferior implicando a autenticidade do formulário do jogador.
- Os números do uniforme poderão ser editados nas versões Xbox 360, PlayStation 3 e PlayStation 2.
- O cansaço dos jogadores será mais autêntico e realista, eliminando o problema de nível inferior, que o time sofre pelos baixos níveis de energia em uma série de partidas.
- A inteligência artificial dos outros times de todo o mundo do Modo Dirigente foi melhorado significativamente. Equipes adversárias revezarão os jogadores mais frequentemente baseando-se em fatores como o cansaço, a forma do jogador, e até a importância relativa de uma partida, assim que a formação de uma equipe de topo nas primeiras rodadas de uma copa nacional consistir de baixo nível e os jogadores mais jovens em oposição a uma equipe na força máxima.
- "Total Football Experience" será um novo recurso em que notícias de futebol ao redor do mundo do Modo Dirigente será visível, incluindo transferências de jogadores, jogos e resultados de campeonatos estrangeiros.
- O novo "Assistente Técnico" vai tomar conta da formação e do revezamento do plantel da equipe, com base na importância do próximo jogo. Por exemplo, se o próximo jogo é contra um time mal-classificado, ele se certificará de que os jogadores que normalmente estão no banco vão jogar.
- Amistosos de pré-temporada serão introduzidos para as versões Xbox 360 e PlayStation 3, que serão organizados pelo Assistente Técnico do clube para uma chance para aplanar as rugas na programação do clube antes do início da temporada nacional.

## Pro Clubs
O "Pro Clubs" permite ao usuário criar um jogador e levá-lo ao longo das quatro temporadas do "Seja um Pro", inclui-lo na carreira do Modo Dirigente, usá-lo no Kick-Off, modos Torneio e Lounge, bem como usá-lo na Arena. O Game-Face também foi adicionado ao FIFA 10, como em outros jogos da EA Sports, onde os usuários podem criar suas Game-Face na web no easports.com ou easportsfootball.co.uk, em seguida, transferi-los para o jogo. Uma vez em que um Game-Face é criado, ele pode ser incluído para um jogador no jogo. Eles podem ser editados na web a qualquer momento. O Game-Face será usado como avatar do usuário no jogo online. Os usuários também podem acrescentar atributos de seus jogadores e seus traços e celebrações, além de um kit ficar desbloqueável para fazer o jogador realista e original.

## Ligas e Torneios
| - Bundesliga - 2. Bundesliga - A-League - A. Bundesliga - Jupiler Pro League - Liga do Brasil - Copa Brasileira - K-League - Superliga - Premier League - Liga BBVA - Liga Adelante | - Major League Soccer - Ligue 1 - Ligue 2 - Barclays Premier League - Coca-Cola Championship - Football League One - Football League Two - League of Ireland - Série A - Série B | - Primeira Divisão Mexicana - Tippeligaen - Eredivisie - Ekstraklasa - Liga Sagres - Gambrinus Liga - Liga I Bergenbier - Premier League - Allsvenskan - Axpo Super League - Süper Lig - Campeonato de Clubes das Américas - Resto Do Mundo |

1. ↑ SK Sturm Graz com escudo não licenciado.
2. ↑ Brasileirão com nome da liga, logotipo e troféu não licenciados.
3. ↑ Avaí (A. Florianópolis), Grêmio Barueri (B. Alphaville), Corinthians (C. Paulistano), Fluminense (F. Rio), Grêmio (G. Porto Alegre), Goiás (G. Goiânia), Internacional (I. Porto Alegre), Náutico (N. Recife), Sport (S. Pernambuco), Santo André (SA. ABC), Santos (S. Litoral) e Vitória (V. Salvador) com nomes das equipes, uniformes e escudos não licenciados.
4. ↑ Copa do Brasil com nome da copa e troféu não licenciados.
5. ↑ Cagliari Calcio, SSC Napoli e USC Palermo com nomes das equipes, uniformes e escudos não licenciados.
6. ↑ AC Ancona, AS Cittadella, Gallipoli Calcio, Calcio Padova, Salernitana Calcio 1919 e Torino FC com nomes das equipes, uniformes e escudos não licenciados.
7. ↑  A Liga Russa está disponível nas versões para PSP, PlayStation 2 e Windows.
8. ↑ AIK Fotboll e IFK Göteborg com nomes das equipes, uniformes e escudos não licenciados.

### Demo Fifa 10
A demo do Fifa 10 conta com seis clubes: Barcelona, Chelsea, O.de Marseille, Bayern de Munique, Chicago Fire e Juventus. Ela conta com um estádio, faces e uniformes reais e o modo de amistoso para jogar.

### Resto do Mundo
| - AEK Atenas - Boca Juniors - FC Lausanne - Kaiser Chiefs - Olympiakos - Orlando Pirates | - Panathinaikos - PAOK - River Plate - Servette FC - World XI - Classic XI |

### Seleções nacionais
| - África do Sul - Alemanha - Argentina - Austrália - Áustria - Bélgica - Brasil - Bulgária - Camarões - China - Coreia do Sul - Croácia - Dinamarca - Equador | - Escócia - Eslovênia - Espanha - Estados Unidos - Finlândia - França - Grécia - Hungria - Inglaterra - Irlanda - Irlanda do Norte - Itália - México - Noruega | - Nova Zelândia - Países Baixos - Paraguai - Polónia - Portugal - Tchéquia - Romênia - Rússia - Suécia - Suíça - Turquia - Ucrânia - Uruguai |

## Estádios
A lista de estádios e condições de tempo para cada um foi anunciada no dia 27 de agosto de 2009. O jogo apresenta a maioria dos grandes estádios da Europa dos campeonatos mais importantes, como o Old Trafford, San Siro, Allianz Arena,Anfield Road e Camp Nou, bem como uma série de estádios genéricos e arenas de treino. Santiago Bernabéu, do Real Madrid estará disponível como um download gratuito no dia do lançamento. As condições de tempo possíveis em cada estádio vão do ensolarado, entardecer, nublado, chuva ou neve.

## Capas
Cada versão regional do FIFA 10 terá sua própria capa:
- América do Norte: Frank Lampard, Cuauhtémoc Blanco e Sacha Kljestan
- Austrália: Wayne Rooney e Tim Cahill;[4]
- Alemanha: Wayne Rooney e Bastian Schweinsteiger
- França: Steve Mandanda, Karim Benzema, e Guillaume Hoarau[5]
- Itália: Ronaldinho e Giorgio Chiellini[6]
- Espanha: Karim Benzema e Xavi Hernández[7]
- Polónia: Wayne Rooney e Robert Lewandowski
- Portugal: Frank Lampard e Simão Sabrosa
- Reino Unido: Theo Walcott, Frank Lampard e Wayne Rooney
- Rússia: Sergei Semak

## Trilha sonora
A trilha sonora de FIFA 10 foi anunciada pela EA Sports no dia 31 de julho de 2009. A lista contém 38 músicas.
| - Adiam Dymott - "Miss You" - Afrobots - "Favela Rock" - Alex Metric - "Head Straight" - The Answering Machine - "It's Over! It's Over! It's Over!" - Auletta - "Meine Stadt" - Balkan Beat Box feat. Tomer Yosef e Saz - "Ramallah Tel Aviv" - BLK JKS - "Lakeside" - Bomba Estéreo - "Fuego" - Buraka Som Sistema feat. Pongolove - "Kalemba (Wegue - Wegue)" - The BPA feat. Ashley Beedle - "Should I Stay Or Should I Blow" - Casiokids - "Fot I Hose" - Children Collide - "Skeleton Dance" - Cut Off Your Hands - "Happy as Can Be" - Dananananaykroyd - "Black Wax" - Datarock - "Give It Up" - The Enemy - "Be Somebody" - Fabri Fibra - "Donna Famosa" - Fidel Nadal - "International Love" - Los Fabulosos Cadillacs - "La Luz Del Ritmo" | - Macaco - "Hacen Falta Dos" - Major Lazer feat. Mr. Lexx & Santigold - "Hold The Line" - Márcio Local - "Soul do Samba" - Matt & Kim - "Daylight (Troublemaker Remix feat. De La Soul)" - Metric - "Gold Guns Girls" - Mexican Institute Of Sound - "Alocatel" - Nneka feat. Wesley Williams - "Kangpe" - Passion Pit - "Moth's Wings" - Peter Bjorn and John - "Nothing To Worry About" - Pint Shot Riot - "Not Thinking Straight" - Playing For Change - "War (No More Trouble)" - Rocky Dawuni - "Download The Revolution" - Röyksopp - "It's What I Want" - SoShy - "Dorothy" - The Temper Trap - "Science of Fear" - Tommy Sparks - "She's Got Me Dancing" - The Whitest Boy Alive - "1517" - Wyclef Jean - "MVP Kompa" - Zap Mama - "Vibrations" |